# Ernest Alfred Debussy
Ernest-Alfred Debussy, né le 8 février 1847 à Montbard (Côte-d'Or) et décédé le 3 août 1906 à Montbard, est un homme politique français.
Négociant en grains et fourrages, il est député de la Côte-d'Or de 1898 à 1906, inscrit au groupe Républicain radical.

## Sources
- « Ernest Alfred Debussy », dans le Dictionnaire des parlementaires français (1889-1940), sous la direction de Jean Jolly, PUF, 1960 [détail de l’édition]